# Liste der Listen der Olympiasieger
Die nachfolgende Liste ist eine Zusammenstellung aller Listen mit Olympiasiegern, gegliedert nach Sommer- und Winterspielen sowie ehemaligen olympischen Sportarten.
Nach Staaten geordnete Listen sind unter Liste der olympischen Medaillengewinner zu finden.

## Listen der Olympiasieger
| - Liste der Olympiasieger im Badminton - Liste der Olympiasieger im Baseball - Liste der Olympiasieger im Basketball - Liste der Olympiasieger im Bogenschießen - Liste der Olympiasieger im Boxen - Liste der Olympiasieger im Fechten - Liste der Olympiasieger im Fußball - Liste der Olympiasieger im Gewichtheben - Liste der Olympiasieger im Golf - Liste der Olympiasieger im Handball - Liste der Olympiasieger im Hockey - Liste der Olympiasieger im Judo - Liste der Olympiasieger im Kanusport - Liste der Olympiasieger im Karate - Liste der Olympiasieger in der Leichtathletik - Liste der Olympiasieger im Modernen Fünfkampf - Liste der Olympiasieger im Radsport - Liste der Olympiasieger im Reitsport - Liste der Olympiasieger in der Rhythmischen Sportgymnastik - Liste der Olympiasieger im Ringen - Liste der Olympiasieger im Rudern - Liste der Olympiasieger im Rugby - Liste der Olympiasieger im Schießen - Liste der Olympiasieger im Schwimmen - Liste der Olympiasieger im Segeln - Liste der Olympiasieger im Skateboard - Liste der Olympiasieger im Softball - Liste der Olympiasieger im Sportklettern - Liste der Olympiasieger im Surfen - Liste der Olympiasieger im Synchronschwimmen - Liste der Olympiasieger im Taekwondo - Liste der Olympiasieger im Tennis - Liste der Olympiasieger im Tischtennis - Liste der Olympiasieger im Trampolinturnen - Liste der Olympiasieger im Triathlon - Liste der Olympiasieger im Turnen - Liste der Olympiasieger im Volleyball - Liste der Olympiasieger im Wasserball - Liste der Olympiasieger im Wasserspringen | - Liste der Olympiasieger im Biathlon - Liste der Olympiasieger im Bobsport - Liste der Olympiasieger im Curling - Liste der Olympiasieger im Eishockey - Liste der Olympiasieger im Eiskunstlauf - Liste der Olympiasieger im Eisschnelllauf - Liste der Olympiasieger im Freestyle-Skiing - Liste der Olympiasieger in der Nordischen Kombination - Liste der Olympiasieger im Rennrodeln - Liste der Olympiasieger im Shorttrack - Liste der Olympiasieger im Skeleton - Liste der Olympiasieger Ski Alpin - Liste der Olympiasieger im Skilanglauf - Liste der Olympiasieger im Skispringen - Liste der Olympiasieger im Snowboard - Liste der Olympiasieger im Cricket - Liste der Olympiasieger im Croquet - Liste der Olympiasieger im Jeu de Paume - Liste der Olympiasieger im Lacrosse - Liste der Olympiasieger im Motorbootsport - Liste der Olympiasieger im Polo - Liste der Olympiasieger im Rackets - Liste der Olympiasieger im Roque - Liste der Olympiasieger im Tauziehen |